# Čėrven'
Čėrven' (in bielorusso Чэрвень?) o Červen' (in russo Червень?) è un comune della Bielorussia, situato nella regione di Minsk.